# سعيد أفندي الجركاوي الداغستاني
سعيد أفندي الجركاوي الداغستاني (بالروسية: Саид Афанди Чиркейский)‏ هو شيخ صوفي داغستاني، توفي أبوه وهو ولد 7 سنة من عمره.
مات سعيد أفندي في 28 أغسطس 2012م متأثرا بجروح نتيجة تفجير نفذته امرأة. وقع الهجوم في منزل سعيد في منطقة بويناكسك، عندما اقتربت امرأة منه وفجرت قنبلة معلقة في حزامها.